# Circonvoluzione temporale media
La circonvoluzione temporale media è una circonvoluzione cerebrale localizzata nel lobo temporale. La circonvoluzione si trova tra la circonvoluzione temporale superiore, rispetto a cui decorre sostanzialmente parallela ed alla quale si unisce in avanti tramite una piega di passaggio, e la circonvoluzione temporale inferiore.
Posteriormente questa circonvoluzione si suddivide in due rami: uno di questi, continua con la circonvoluzione parietale inferiore, dando luogo al giro angolare.
La circonvoluzione temporale media è delimitata da:
- il solco temporale superiore al di sopra;
- il solco temporale inferiore al di sotto;
- una linea immaginaria che va dall'incisura preoccipitale di Meynert fino al solco laterale posteriormente.

L'esatta funzione di questa struttura anatomica non è nota, ma si ritiene sia collegata a processi diversi come il contemplare a distanza, il riconoscimento dei volti noti, e il riconoscimento del significato delle parole durante la lettura.

Alcuni studi indicano che lesioni della regione posteriore della circonvoluzione temporale media, nell'emisfero cerebrale sinistro, possono comportare alessia ed agrafia per i caratteri kanji (caratteri di origine cinese usati nella scrittura giapponese).

## Galleria d'immagini

Posizione della circonvoluzione temporale media (evidenziata in rosso).
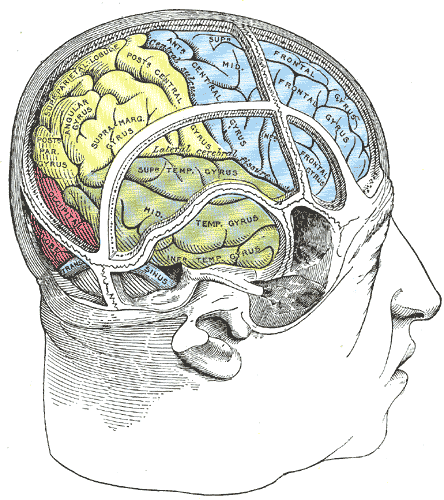
Disegno che illustra la relazione tra il cervello ed il cranio.
Visione laterale del cervello umano, sono indicate le principali circonvoluzioni.
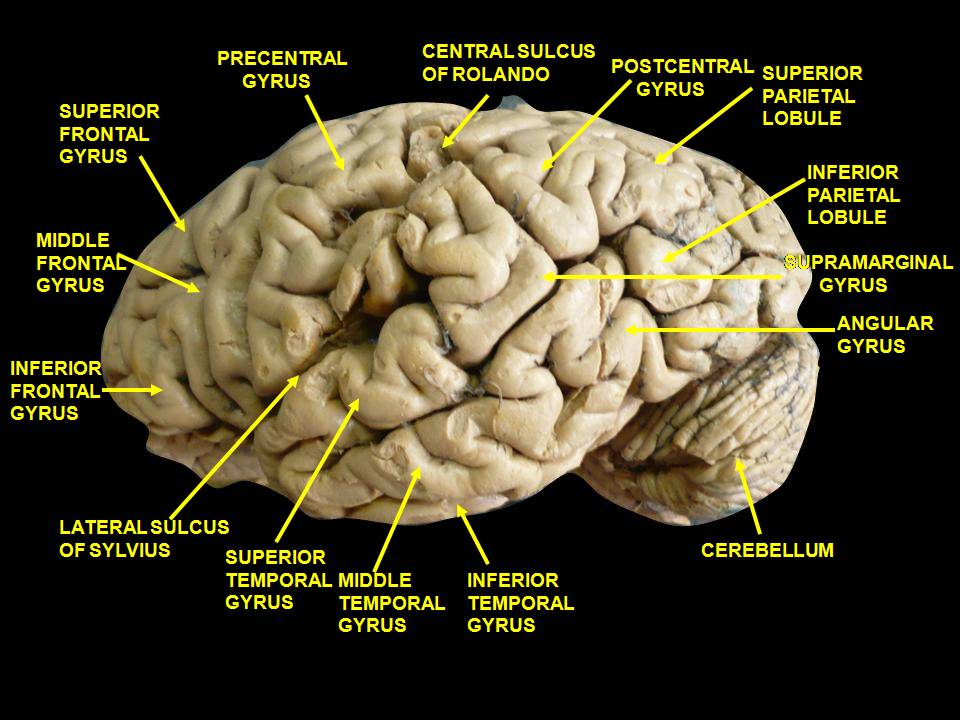
Cervello. Visione laterale. Dissezion profonda. La circonvoluzione temporale superiore è indicata in basso al centro.